# Schallershof (Erlangen)

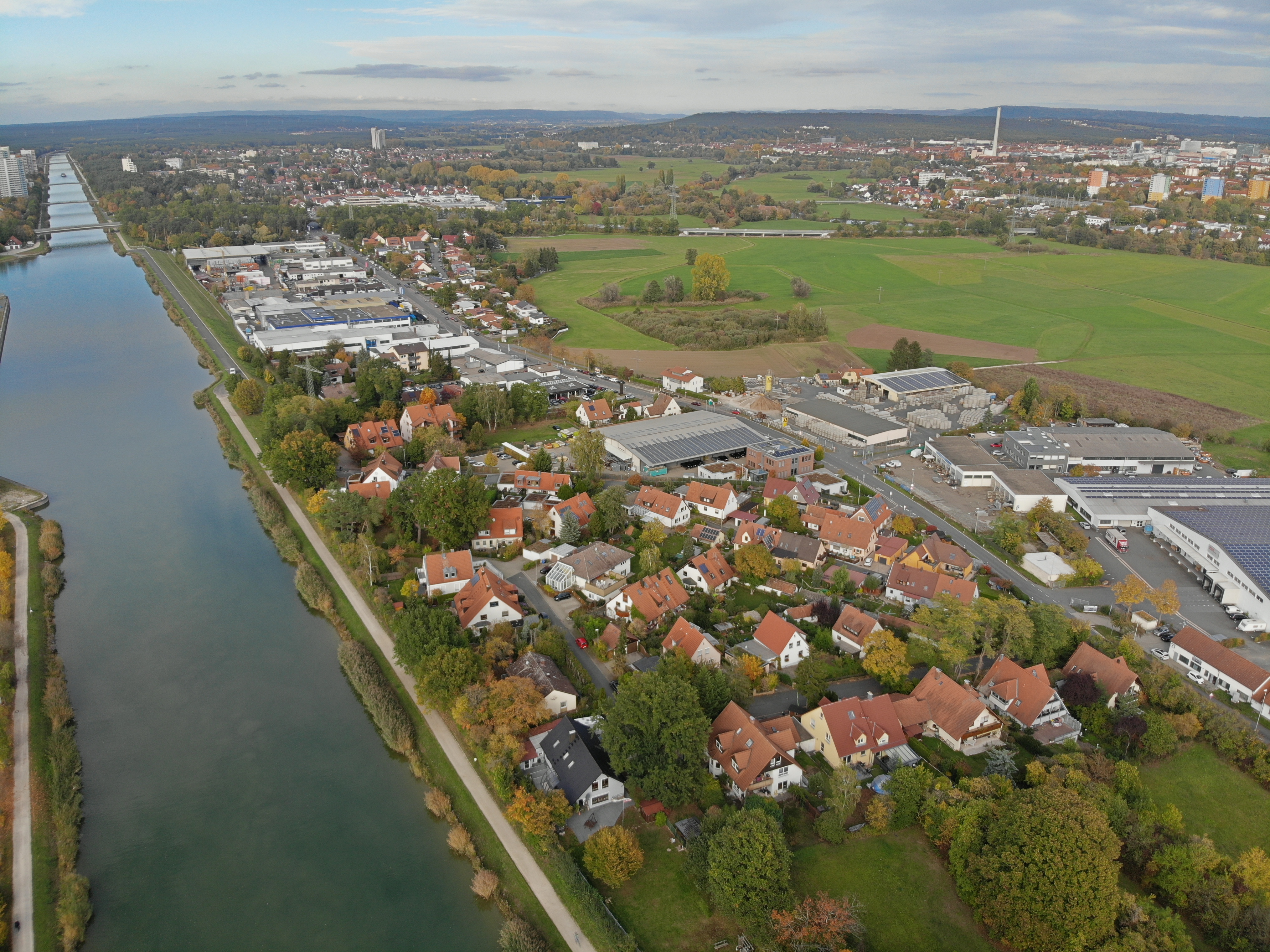
Schallershof Luftbild (2019) Unmittelbar westlich der Ortschaft liegt der Main-Donau Kanal.

Schallershof ist ein Gemeindeteil der kreisfreien Stadt Erlangen (Mittelfranken, Bayern). Schallershof liegt in der Gemarkung Frauenaurach.

## Geografie
Das Dorf bildet mit Siedlung Sonnenblick im Norden eine geschlossene Siedlung. Diese liegt zwischen dem Main-Donau-Kanal im Westen und den Flussauen der Regnitz im Osten. Die Kreisstraße ER 2 führt zu einer Anschlussstelle der Staatsstraße 2244 (0,4 km südlich) bzw. zu einer Anschlussstelle der Kreisstraße ER 1 (0,8 km nördlich).

## Geschichte
Schallershof wurde 1409 erstmals urkundlich erwähnt. Grundherr war das Kloster Frauenaurach. 
Im Jahr 1972 kam der Ort mit der Gemeinde Frauenaurach zu Erlangen.